# Castillo de Haut-Koenigsbourg

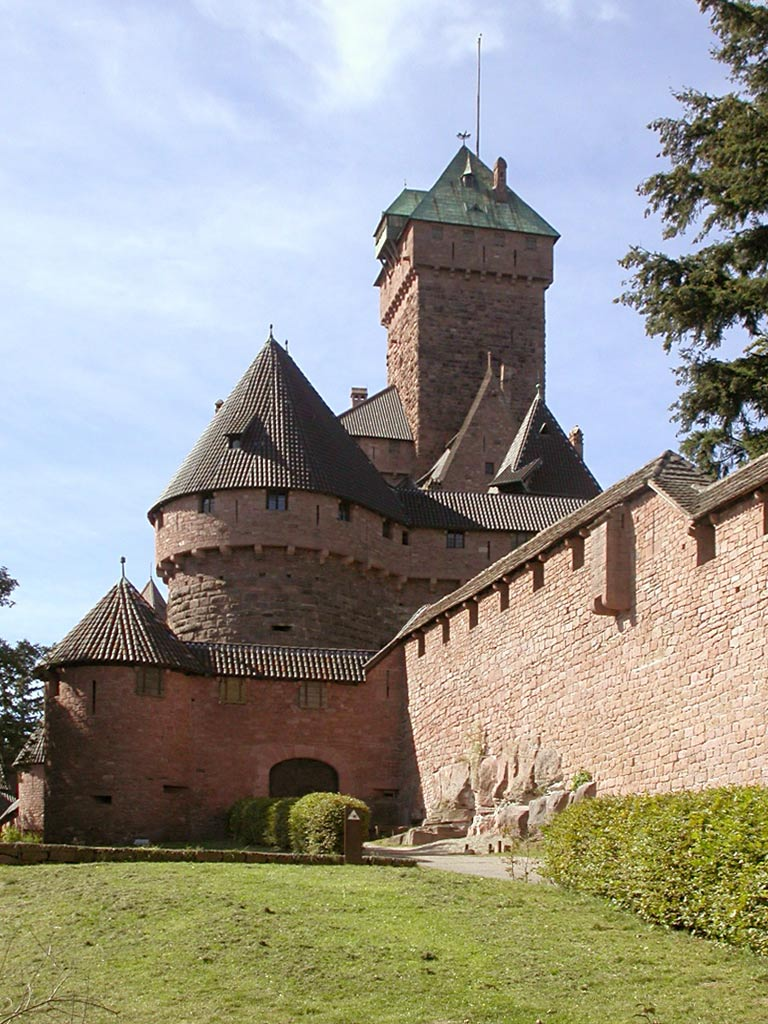
Vista de la entrada principal al castillo Haut-Koenigsbourg.

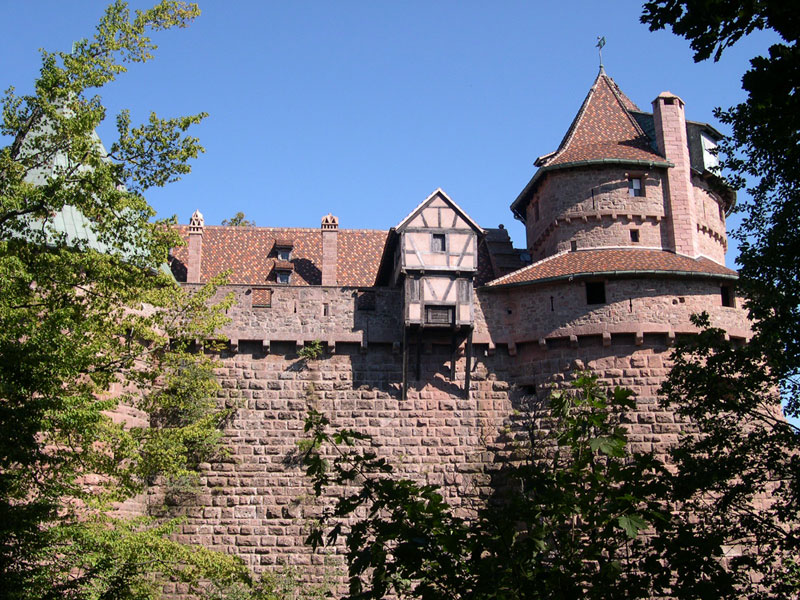
Castillo de Haut-Kœnigsbourg, parte posterior

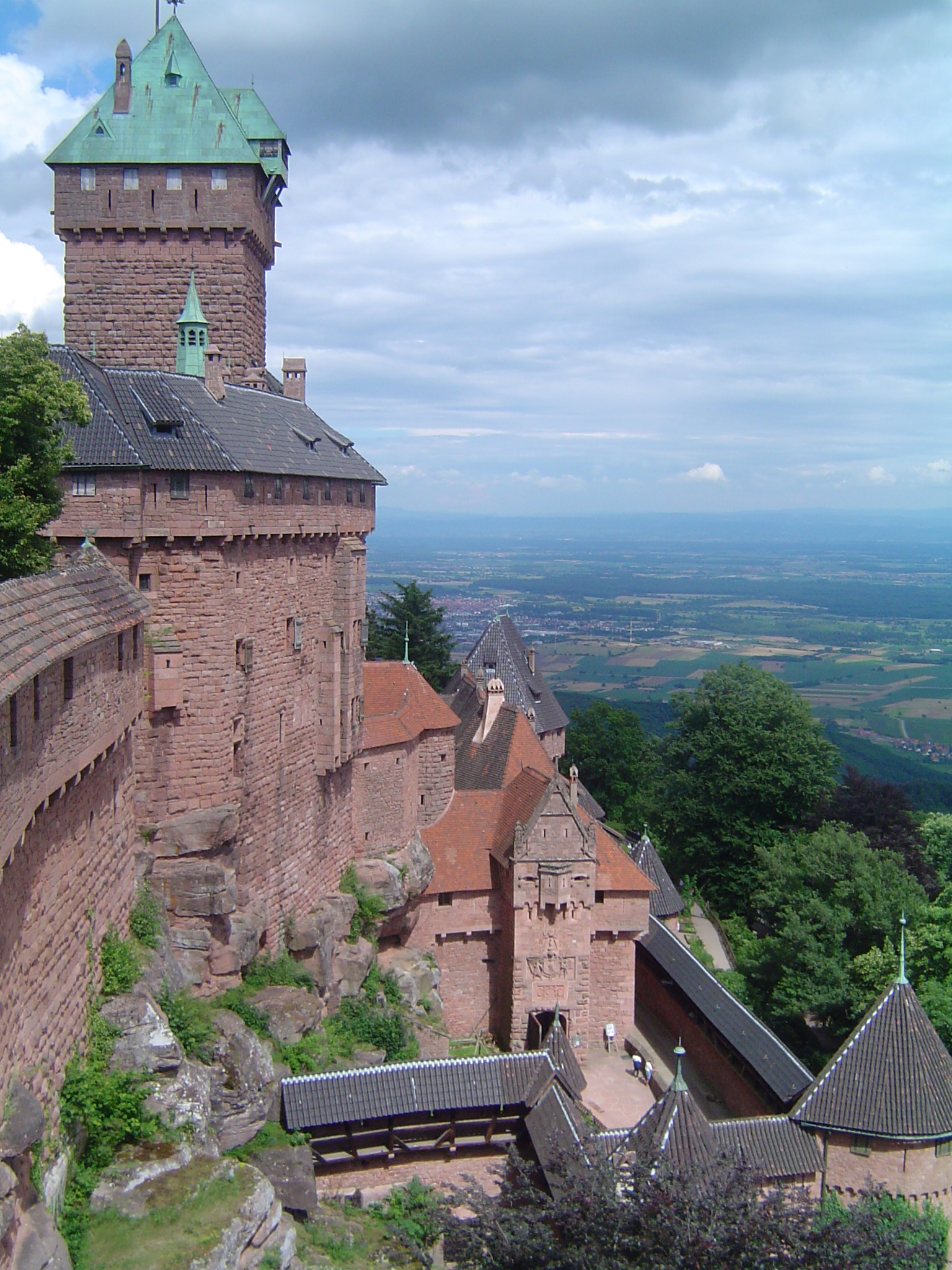
Vista de la llanura de Alsacia desde el castillo.

El castillo de Haut-Koenigsbourg (en francés: château du Haut-Koenigsbourg; en alemán: Hohkönigsburg, que podría ser traducido por el "Alto Castillo del Rey") se encuentra en el término municipal de la comuna francesa de Orschwiller, en el departamento de Bajo Rin, en Alsacia.
El castillo se sitúa en la cima del monte Stophanberch o también, Staufenberg, que fue donado en 774 por Carlomagno a la abadía de Lièpvre, una dependencia de la Abadía de Saint-Denis. Más tarde, en 1079, el monte es confiscado por el duque de Suabia, Federico de Hohenstaufen, quien por encargo del emperador Enrique IV del Sacro Imperio construyó una serie de fortificaciones y castillos en toda la región para asentar el poder imperial. La confiscación no fue aceptada por los abades de San Dionisio, quienes instaron al rey Luis VII de Francia a intervenir, enviando un documento al emperador en 1147 donde ya se menciona la presencia de un castillo con dos torres para vigilar las comunicaciones del eje norte-sur, y cada una perteneciente a un señor distinto, uno de ellos el príncipe de Hohenstaufen, Federico Barbarroja.
En 1192, la fortaleza ya es denominada como el “castillo del rey” o Königsburg. Entre el siglo XIII y el XV la posesión del castillo pasa sucesivamente de los duques de Lorena a los señores de Rathsamhausen y finalmente, a los de Hohenstein.
Convertido en refugio de los llamados caballeros bandoleros (chevaliers brigands) que asolaron los campos de Alsacia durante la segunda mitad del siglo XV, el castillo fue asaltado e incendiado por una fuerza de 500 soldados y piezas de artillería, a instancias de las ciudades de Estrasburgo, Colmar y Basilea. 